# Rodolphe Töpffer
Rodolphe Töpffer (Ginebra, 31 de enero de 1799 - Ib., 8 de junio de 1846) fue un pedagogo, escritor, pintor y caricaturista suizo, considerado el padre de la historieta moderna por bastantes teóricos, asemejándose más sus obras a la novela gráfica que a las manifestaciones que le seguirían.

## Biografía
Hijo de un pintor aficionado de cuadros de género y paisajes, que le despertaría el gusto por los grabados de William Hogarth, este fue la principal inspiración para sus historietas. Como escritor, Töpffer está influenciado por Molière, Racine, Virgilio, Tácito, y sobre todo, por las ideas de Jean-Jacques Rousseau. Se formó en París y escribió principalmente en francés.
Para 1820 regresa a Ginebra donde, al no poder seguir la misma carrera artística de su padre, decide en su lugar consagrarse a la literatura. Se convierte en maestro adjunto de latín, griego y de literatura antigua en la pensión del Pastor Heyer.
Trabajó primero como profesor y se casó el 6 de noviembre de 1823 con una amiga de su hermana Ninette, Anne-Françoise Moulinié (1801-1857), de la que tendrá cuatro hijos: Adele-Françoise (1827-1910), el último descendiente directo, que llegó a la ciudad de Ginebra todos los manuscritos de su padre; François (1830-1870); Jean-Charles (1832-1905) y Françoise-Esther (1839-1909).
Un año después, en 1824, montaba un internado en el que acogería a estudiantes de toda Europa.
En 1827, en parte para entretener a sus alumnos, realizó un pequeño álbum titulado Les Amours de M. Vieux-Bois, aunque no lo publicó hasta diez años después. En 1829 sí publicó Voyages et aventures du Docteur Festus, que recibió elogios de Goethe, y a este le siguieron Histoire de M. Cryptogramme (1830, editada en L'Illustration en 1845), Mr Pencil (1831, editada en 1840), Histoire de M. Jabot (1831, puesta a la venta en 1835), The Adventures of Obadiah Oldbuck (1837), M. Crépin (1837) e Histoire D'Albert (1844). Son álbumes de formato horizontal, dirigidos a lectores adultos, con una tira de viñetas por página y una o dos líneas de texto al pie de cada viñeta, caracterizados por su espontaneidad y trazo suelto. Los álbumes de Töpffer tuvieron mucho éxito y fueron editados en Francia, Alemania y EE. UU., generando multitud de imitaciones. 

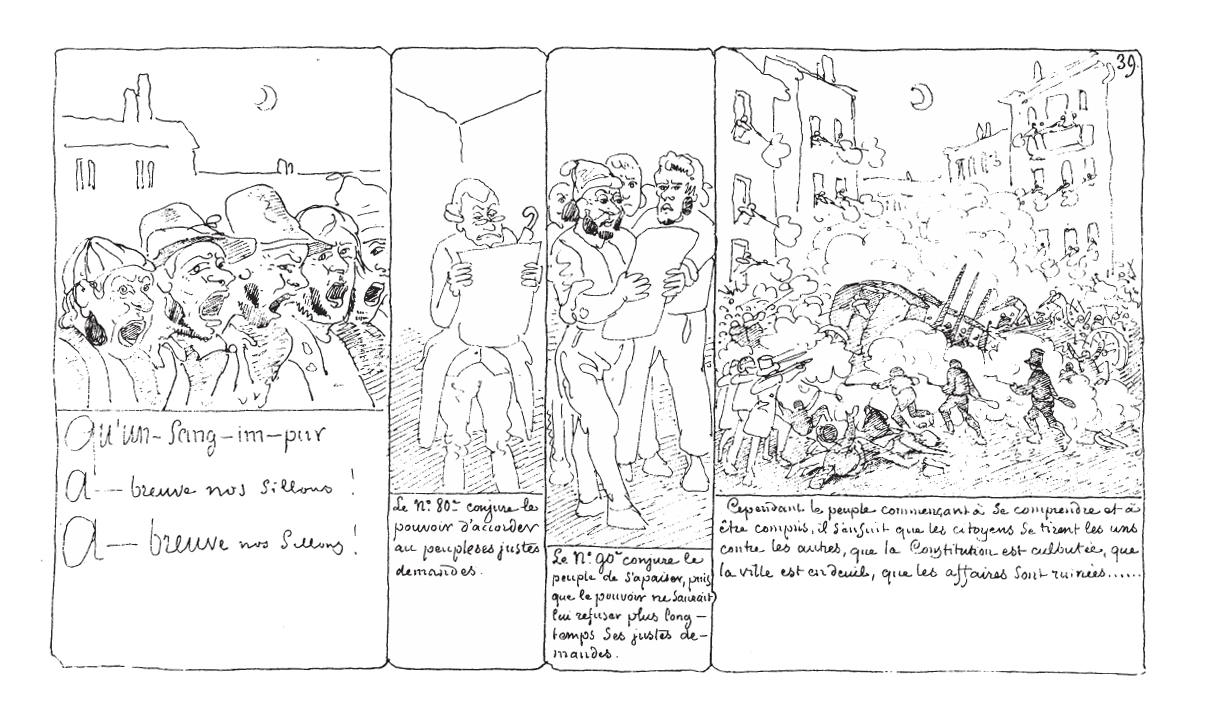
Una plancha de Histoire d'Albert.

Como escritor publicó La biblioteca de mi tío (1832), Novelas ginebrinas (1829-1840) y unos Viajes en zigzag (1844), entre otros trabajos.
En 1834 se convirtió en miembro conservador del parlamento del Cantón de Ginebra. 
Su Ensayo sobre fisionomía de 1845 es considerado como el primer texto teórico del cómic. Töpffer era bien consciente de las potencialidades del medio:

“La historia en cuadros a la cual la crítica de arte no presta atención, y que raramente inquieta a los doctos, no ha dejado en cambio de ejercer una gran atracción. Y esto en mayor grado que la literatura misma puesto que a partir del hecho de que existe más gente que mira que gente que lee, ejerce su atractivo especialmente sobre los chicos y las masas, ese público al que se puede pervertir y que por lo mismo sería particularmente deseable ayudar a educarse. El cuento dibujado, con esa doble ventaja que le viene de su mayor concisión y de su relativamente mayor claridad, puede y debe vencer a otros medios de expresión en tanto puede dirigirse con una actitud realmente viviente a un mayor número de espíritus , y puesto que aquel que lo utiliza —cualquiera que fuera el contexto— tendrá ventaja sobre aquellos que eligen expresarse por medio de libros”.

## El pedagogo

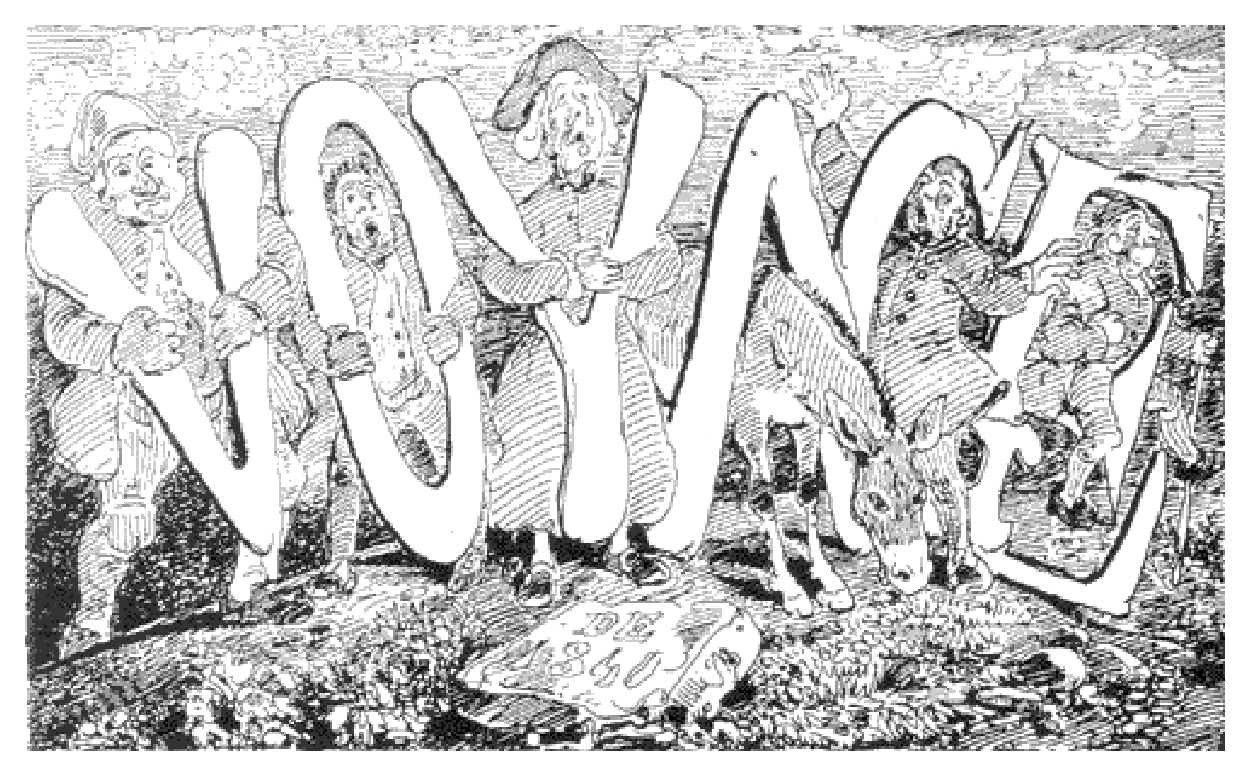
Página titular de Voyage de 1840 (Viaje de 1840)

Después del tiempo de la pensión del pastor Heyer, Töpffer tomó el hábito de organizar excursiones. También en su propia institución llevaba a uno o dos de sus estudiantes residentes a "excursiones escolares" cada año.
Estos son viajes escolares mucho más grandes, a menudo a pie, con su esposa Kity quien "viajaba por el alivio de los heridos, y la aprobación de aquellos que se porten bien. Ella portaba un velo verde, y un pequeño botiquín en su bolso". Al regreso, él escribió e ilustró el resultado de sus excursiones, primero en forma de manuscrito y a partir de 1832, bajo la forma de álbum autografiado.
Sus registros de viajes serán, al menos, igual de importantes que el resto de su obra literaria. Retomados y restructurados por Töpffer, constituyen el contenido de dos nuevos volúmenes de registros de viaje: los Viajes en zigzag publicados en París en 1844 y los Nuevos viajes en zigzag publicados en 1854 después de su muerte. Goethe admiraba sus textos de Töpffer en igual medida que su "literatura en estampas".

## El escritor

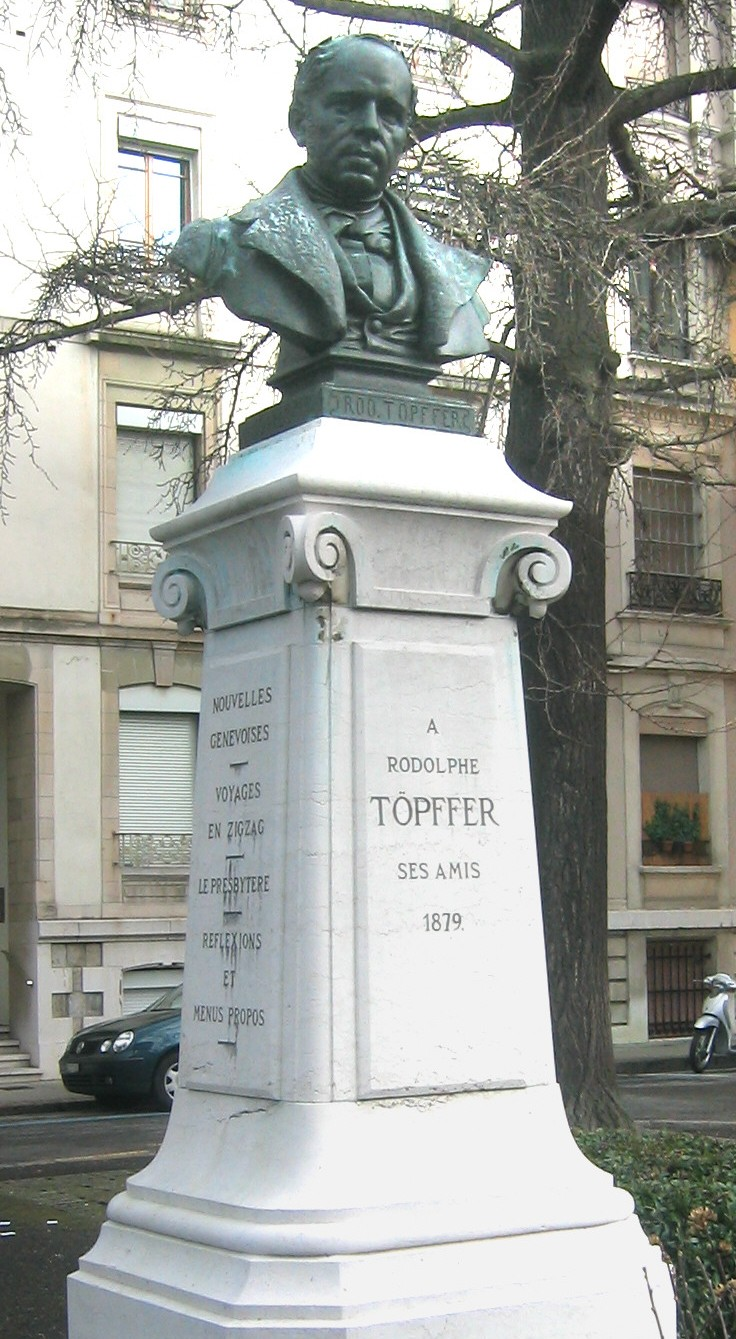
Busto de Rodolphe Töpffer en Ginebra

Töpffer fue influenciado por Molière, Racine, Virgilio, Tacito y otros, pero sobre todo por las ideas de Jean-Jacques Rousseau. En 1824, su primera obra fue una edición escolar de textos en griego antiguo, Arengas políticas de Demóstenes y en 1826 publicó anónimamente su primera crítica de arte sobre una exposición del museo Rath de Ginebra. En 1841, la reputación literaria de Töpffer fue establecida por la publicación de las Nuevas Ginebrinas en la editorial Charpentier de París. La consagración vino con el estudio crítico que Saint-Beuve hizo sobre Töpffer en la revista francesa Revue des Deux Mondes.
Su «literatura en estampas» (que Töpffer llamó «historias en estampas») producida de 1827 hasta su muerte cuentan un número de siete más una póstuma y cuatro no publicadas.Representan en su época un gran suceso. En 1842, aparece un noticia sobre los Ensayos de Autografía, técnica que prefería a la Litografía para realizar sus obras de historietas y en 1845, interesado en su Ensayo de fisionomía (ver Fisiognomía) al origen de lo que él llama la «literatura en estampas», escribe la primera obra teórica sobre la historieta.
Paralelamente a sus creaciones literarias, Töpffer escribió su primera pieza EL artista e hizo que la interpretaran Kity y un grupo de sus estudiantes el 12 de febrero de 1829. Él escribió muchas otras que fueron interpretadas para la edificación de sus alumnos. Nunca Töpffer aceptó que se publicaran sus piezas en vida y lo mismo hubiera sido de sus «historias en estampas» sin la insistencia de Goethe.

## El político

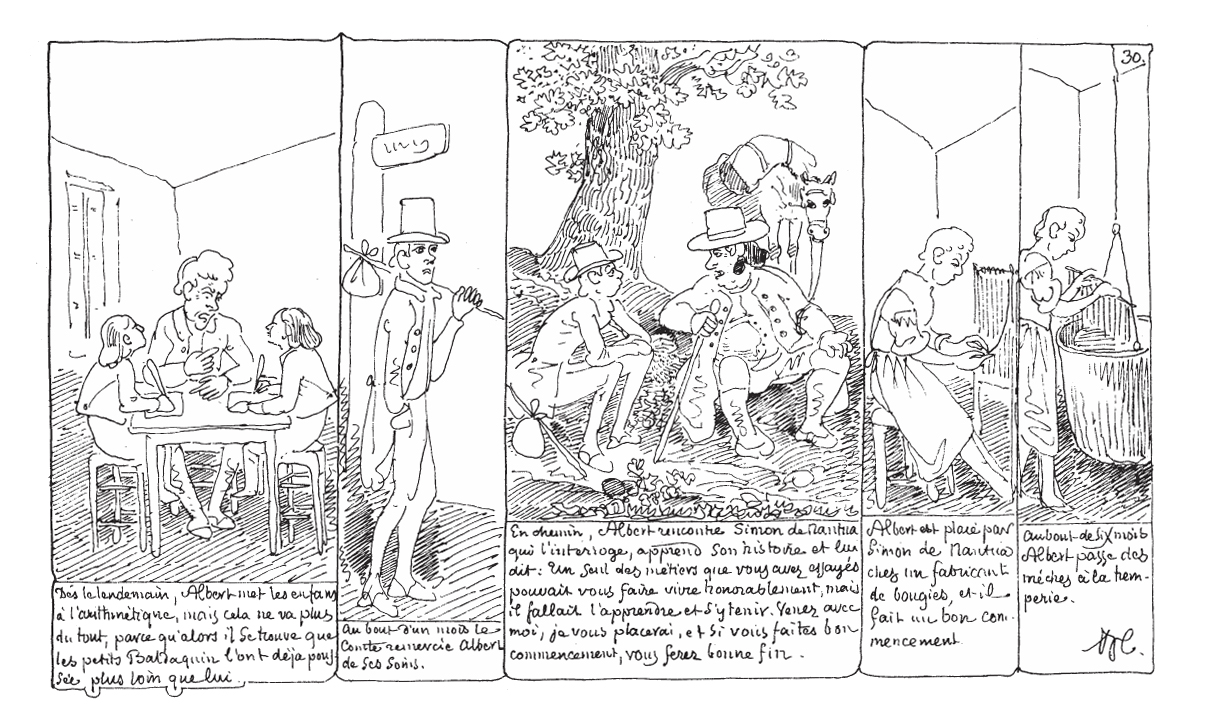
Página 30 del libro Histoire d'Albert

Töpffer tenía opiniones muy conservadoras a diferencia de su padre que defendía ideas liberales. En 1834, Rodolphe Töpffer se hizo miembro conservador del parlamento de cantón de Ginebra, responsabilidad que dejó en 1841 después de un primer triunfo de los liberales. Después, en 1842, él se volvió polemista en el periódico  Courrier de Genève (Mensajero de Ginebra) «Me gustaría tener diez brazos, diez plumas, diez diarios y, sobre todo, diez buenos ojos, para hacer una guerra que yo estimo es en el fondo de la honestidad contra el vicio ya que, si solo fuera aquí una cuestión de interés, de eso que llaman vulgarmente política, yo no hubiera, estoy seguro, de ideas de qué escribir una línea» escribió a de La Rive del 20 de septiembre de 1842. El Courrier de Genève fue suspendido el 22 de marzo de 1843.
Continuó luchando con sus amigos de la academia contra la burguesía liberal, de la cual hacía parte su padre, y el Tribuno de la plebe James Fazy intentaban suprimir definitivamente el viejo sistema de patricios del cantón de Ginebra.
Es bajo el nombre de Simon de Nantua que Töpffer continuó su lucha en «literatura en estampas» en Historia de Albert en la cual caricaturiza a su adversario político James Fazy  bajo los rasgos de Albert. Es entonces el primer cómic utilizado en política.
Esta lucha acaba con la victoria de los liberales luego de la revolución de 1846, año de la muerte de Töpffer.

## El inventor del cómic

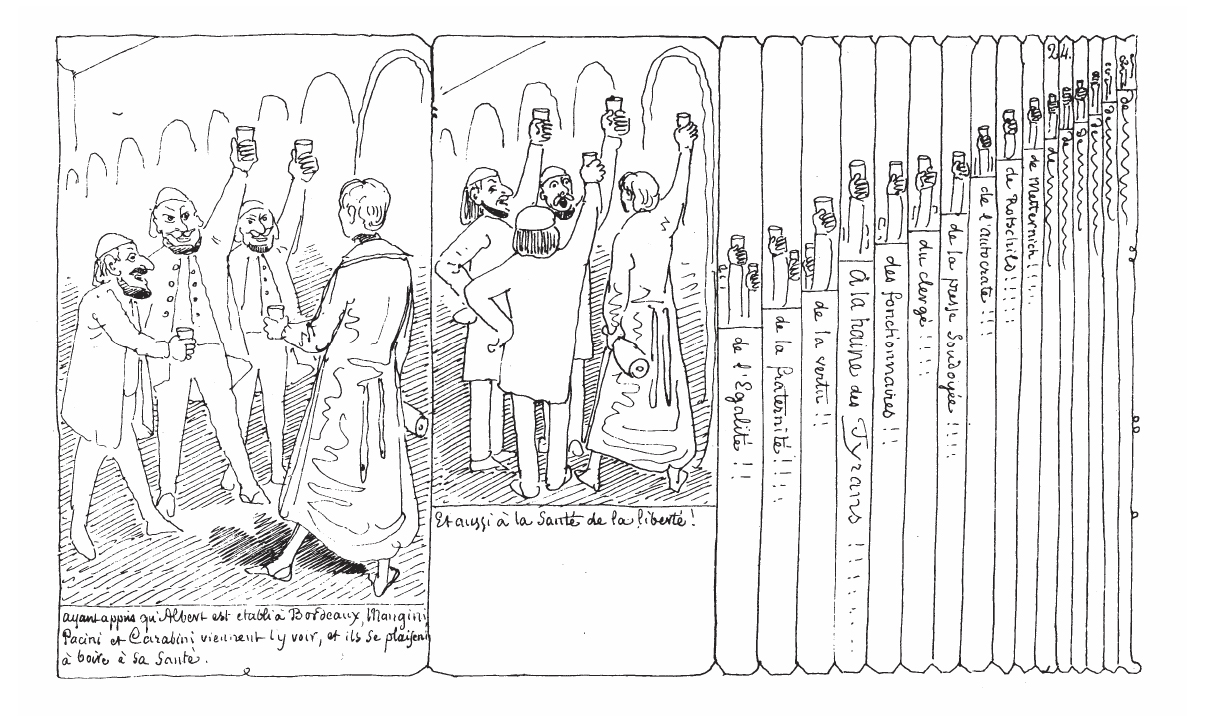

La nociónde inventor del cómic es controvertida, un arte no es un proceso técnico. No obstante, el carácter inédito de historias en imágenes que Töpffér comenzó a crear en 1827, esa nueva manera de articular texto e imágenes montadas en secuencias, y sobre todo la percepción de que el autor hizo algo novedoso, el presentimiento que tuvo de que otras personas utilizarían este modo de expresión inédito la fuente generalmente considerado como el primer autor de cómic occidental.
Aunque que Töpffér fuese muy influenciado en su puesta en escena por el teatro (los personajes son generalmente representados de plano entero. como encarando un público), y por la narrativa en sus textos (que articulan las viñetas), sus historias no son simples novelas ilustradas porque «Los componentes de la narración verbo-icónicos son indisociables» sin el dibujo, el texto no tendría sentido, pero este último ayuda a facilitar la comprensión de la historia. Lejos de ser una simple yuxtaposición de texto e imagen, lo que las hace interesantes es su carácter mixto (narración-ilustración), y es suficiente para caracterizarlo como cómic, aunque la narración aún esté fuertemente sujeta al texto.
El cómic es a menudo visto como un arte que cruza la escritura literaria y la escritura gráfica. Esta es también la visión del inventor de la historieta que describe Töpffer en el prefacio de La historia del Señor Jabot: «Este pequeño libro es de una naturaleza mixta. Se compone de dibujos autografiados al trazo. Cada uno de esos dibujos está acompañado de una o dos líneas de texto. Los dibujos, sin el texto, tendrían un significado obscuro; el texto, sin los dibujos, no significaría nada. El todo unido forma una suerte de novela tan original que no recuerda más una novela que a otra cosa».
En abril del 2021, el jurado de los Premios Eisner, el máximo galardón estadounidense de cómic, hace entrar a Töpffér de manera póstuma al salón de la fama de Will Eisner.

## Autor de sátiras

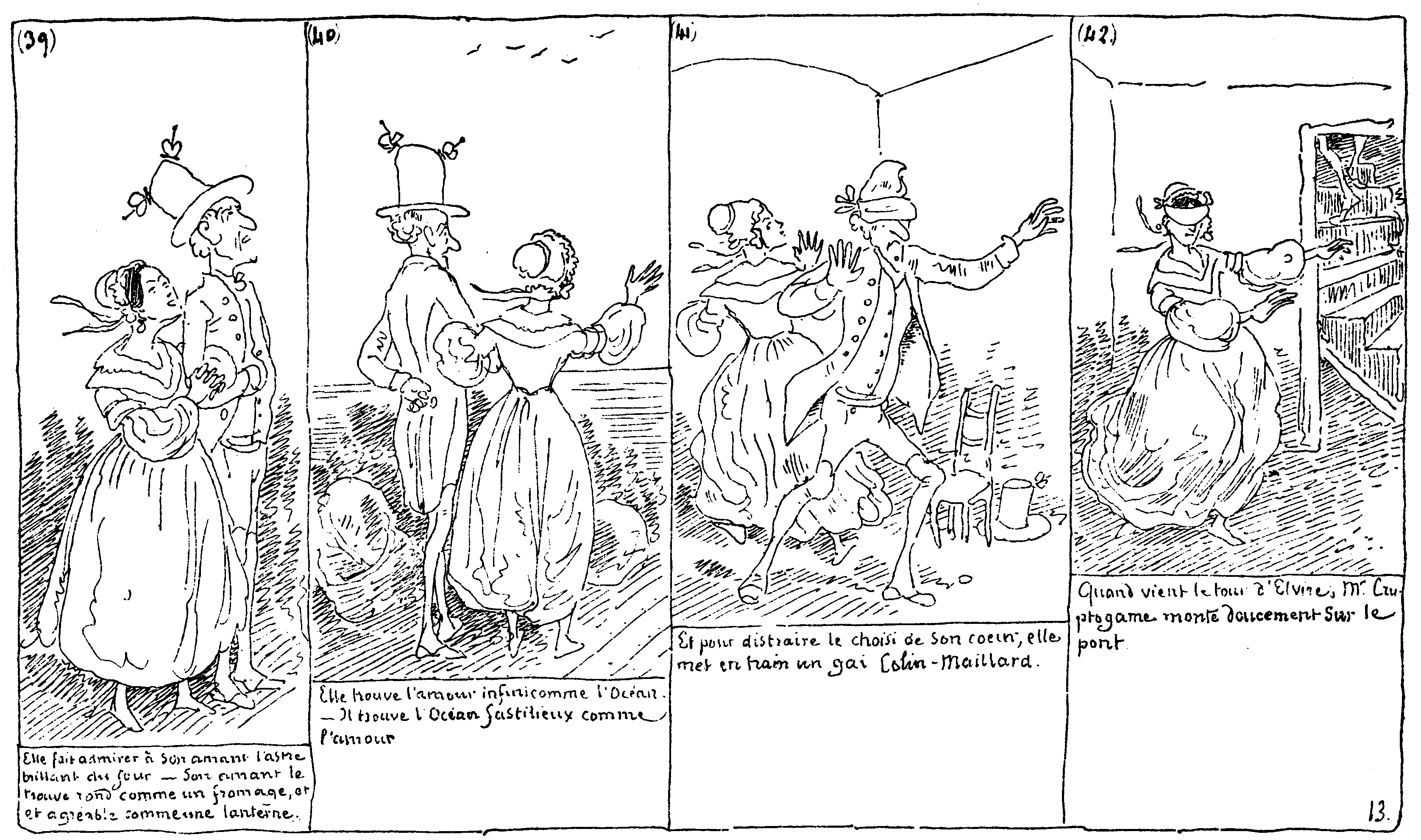

En el artículo que consagró a Töpffér, Thierry Groensteen evocó a propósito de ocho héroes de sus historias una «tipología del ridículo». En la tradición de los grandes autores satíricos (de Juvenal a Boileau), Töpffér le toma gusto a observar los hombres para destacar mejor sus defectos. «De todos los tiempos (los de mi padre y los mios) hemos frecuentado las plazas públicas, los cruces; (...) es la tendencia de todos aquellos quienes, gustan observar a sus semejantes, deleitarse con los numerosos encuentros, en relación los unos con los otros, y entregándose a un observador que ellos no notan, que no cuestionan, el secreto de sus motivos, de sus sentimientos o de sus pasiones».
Histoire de monsieur Jabot (Historia del señor Jabot, 1833, dibujada en 1831), inspirada por El burgués gentilhombre, pone en escena «una suerte de bufón necio y vanidoso quien, para introducirse en el mundo noble, imita torpemente sus formas». En Histoire de monsieur Crépin (Historia de señor Crepin, 1837, dibujada en 1827) Töpffér se mofade la pedagogía del sistema, haciendo desfilar preceptos ineficaces cuyos métodos están siempre basados en un principio único. La sucesión de maestros se añade a una progresión hacia el absurdo, el último pedagogo presenta un sistema educativo basado sobre el número de baches presentes sobre el cráneo de sus estudiantes. Les Amours de monsieur Vieux Bois (Los Amores del Señor Vieux Bois, 1837, dibujada en 1827) es una variación del tema del rechazo amoroso; Monsieur Pencil (Señor Pencil, 1840) sobre la ceguera de los artistas, sabios y políticos imbuidos en ellos mismos.
Histoire d'Albert (Historia de Albert,1845, dibujado en 1844), directamente dirigida contra James Fazy, fundador del Partido Radical, es la única historia de Töpffér que hizo usando referencias a la política de la époc; Albert es un aficionado enriqueciéndose con base en un periódico quien pone a Ginebra a fuego y sangre. Töpfferse introduce en su historia bajo el seudónimo de Simon de Nantua. Las claves de interpretación son transparentes: Simón, el contrario perfecto de Albert se lo cruza en la página 30 e intenta devolverlo a la senda correcta. Los otros dos cómics publicados durante su vida, menos satíricos presentan aún personajes ridículos: Docteur Festus (Doctor Fausto, 1840, dibujado en 1829) presenta el viaje a espaldas mulet acompañado de un profesor a modo de instrucción, pretexto de una sucesión de aventuras rocambolescas mientras que Histoire de monsieur Cryptogame (Historia del señor Criptograma, 1846, dibujada en 1830) le permite ponerse de nuevo en la escena de los amores frustrados. Monsieur Trictrac (publicada en 1937 pero hecha en 1830) es una carga con el sistema médico, que reconoce a Trictrac particularmente cambiado por las diferentes personas que toman su lugar mientras el parte en búsqueda de las fuentes del Nilo.

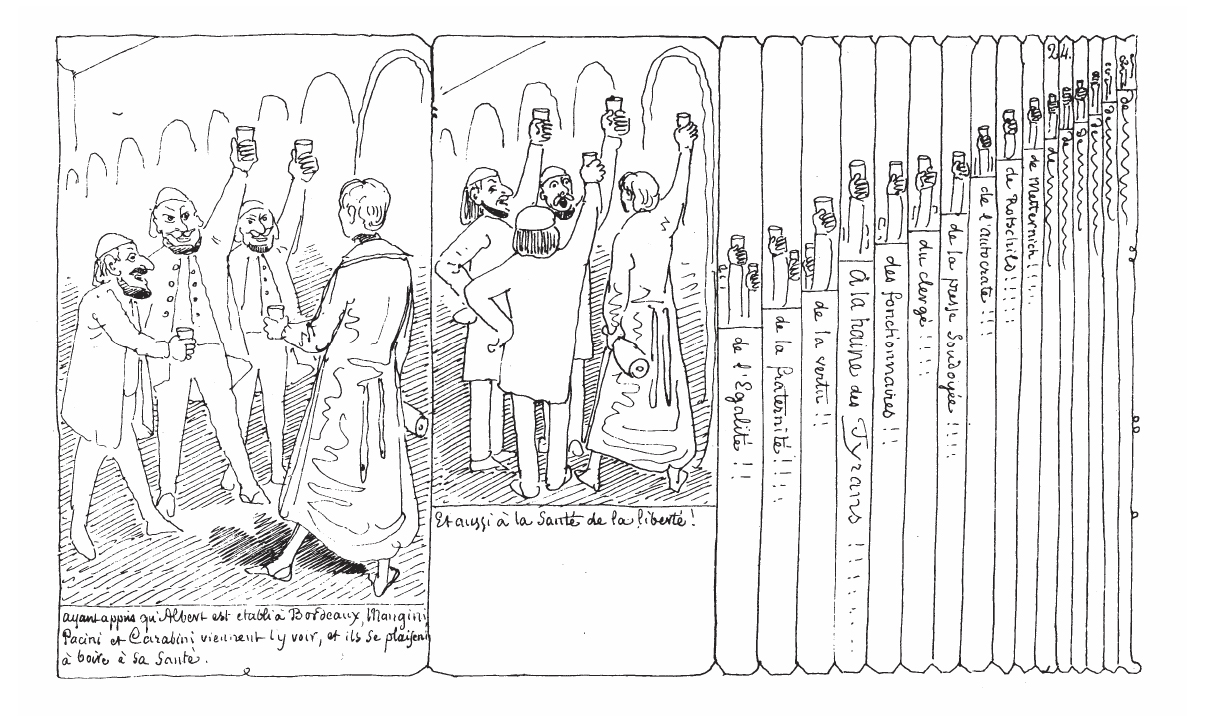
Página 24 de Historia de Albert

Sus objetivos favoritos, las fuerzas del orden y los sabios eran ya muy preciados por los caricaturistas: la utilización del arquetipo permite a Töpffer crear historias más verosímiles, y encima más divertidas. Su comedia, basada en la acumulación, el degradado hacia el absurdo, vinculado a un ritmo narrativo muy elevado, y sobre todo el error en la interpretación de signos vinculado a la comedia clásica. Si los métodos son clásicos, también son renovados por su aplicación en nuevo arte:  el cruce de la secuencialidad con un dibujo caricaturesco y suelto permite aumentar una impresión de incoherencia. Las audacias de la puesta en página dan muestra de la grande facilidad de Töpffer con un arte que él acaba, no obstante, de crear, permitiendo al autor crear un humor propio para el cómic. Como testigo la plancha 24 de La historia de Albert

## Éxito, plagio e influencia

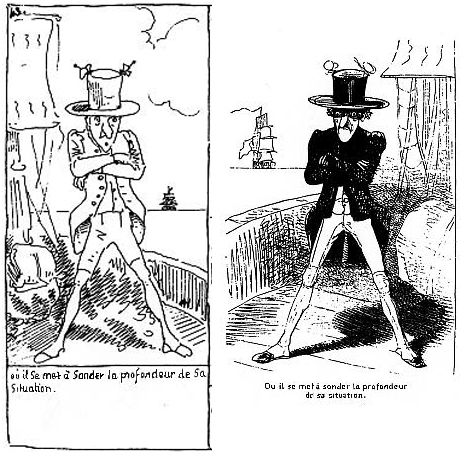
A la izquierda una viñeta de Señor Cryptogame autografiada por Toepferr, a derecha la xilografía de Cham.

De las primeras versiones manuscritas de sus historietas, con todo aún sin pulir se toparon con un enorme éxito: Goethe declaró: «¡Esto es realmente muy divertido! ¡Esto es deslumbrante de brillo de espíritu! Cada una de las páginas son incomparables. Si él elige, en un futuro, un sujeto un poco menos frívolo y lo hace entonces más conciso, haría cosas que rebasarían la imaginación».
Sus manuscritos redibujados con cuidado fueron editados en álbumes, tiradas de 500 ejemplares a partir de 1833 para las ediciones suizas Cherbuliez, fueron regularmente reeditadas en vida de Töpffer y, rápidamente, fueron falsificadas: las ediciones parisinas Aubert, de Charles Phillipon propietario de Le Chavari, publicó Jabot, Crepin,  y Vieux Bois torpemente redibujadas en 1839. Cham, teniendo a Aubert como editor apareció el mismo año que sus primera tiras cómicas Histoire de Mr Lajaunissee Histoire de Mr Lamélasse, directamente inspiradas en el trabajo de Töpffer. Es este mismo Cham quien, a pedido del primo de Töpffer, Jacques-Julien Dubochet y editor de L'Illustration, la primera revista francesa de actualidad totalmente ilustrada, xilografiada para la pre-publicación del 25 de enero al 19 de abril de 1845 de la Historia del señor Cryptogame.  Hubo que esperar hasta 1860 para que aparecieran en Francia las ediciones correctas, escrupulosamente redibujadas por Françoise Töpffer, su hijo, en Garniere Fréres, quien tuvo una influencia determinante sobre los grandes autores del siglo XIX como 
Christophe.En Alemania, una edición bilingüe que comprende seis títulos fue publicada en 1846, elogiosamente introducida por Frederich Theodore Vischer, revitalizando la historia ilustrada alemana, encarnada entonces por (Struwwelpeter d'Heinrich Hoffmann, 1845), y dándole la idea de hacer cómics a autores locales como Adolph Schrödter quien dibuja en 1849 Herr Piepmeyer sobre el escenario de un diputado, Johann Detmold, directamente inspirado en la Historia de Albert.  Es Schrödte quien inspira a su vez a Wilhelm Busch para  Max und Moritz.
Al término de su vida, Töpffer era muy reputado y conocido en toda Europa: Señor Cryptogame fue publicado en 1846 en Gran Bretaña, en Noruega, en Suecia, en Dinamarca y en Alemania. Töpffer fue traducido en Estados Unidos, desde 1842 en un suplemento de Brother Jonathan en Monsieur Vieux Bois llamado Obadiah Oldbuck. Según el historiador Robert Beerbohm quien en el año 2000 cayó sobre un ejemplar de 'Obadiah Oldbuck, está fué la primera historieta publicada en Estados Unidos. Esta edición fue, de hecho, una pirata, ya que apareció sin que Töpffer la tuviera noticia de ello. Lo mismo va para otras obras suyas publicadas en ese periodo. A inicios del siglo XX, Töpffer ya era universalmente conocido, testigo de esto la adaptación de Los amores del Señor Vieux Bois en animación en 1920. Aún así, él fue sido paulatinamente olvidado, el cómic tomo una dirección más rigida, más académica (como en el caso de Christophequién reclamaba, no obstante, una inspiración directa de Töpffer, o en Joseph Pinchon) y no fue redescubierto hasta inicios de los años 70's de ese siglo.

## El primer teórico de un nuevo arte
Crítico literario, erudito, Töpffer tomó inmediatamente consciencia de haber creado un nuevo arte. Escribió en 1833 en el prefacio de la Historia del señor Jabot: «Este librito es de una naturaleza mixta. Este se compone de una serie de dibujos autografiados al trazo. Cada uno de sus dibujos está acompañado de una o dos líneas de texto. Los dibujos, sin texto, no tendrían más que un significado oscuro; el texto, sin el dibujo, no significaría nada. El todo integrado forma una especie de novela mucho más original que no recuerda menos a una novela que a otra cosa».
Töpffer, como resultado del lanzamiento de un concurso (el programa), comienza en enero y en abril de 1836, entrega en 48 páginas, sus reflexiones sobre la imaginería popular para recalcar su rol educativo. La precocidad de sus opiniones son particularmente sorprendentes así como la pertinencia de sus análisis.Estos precedieron más de treinta años a la Historia de la imaginería popular de Champfleury.
En 1842 publicó un noticia sobre la técnica de la autografía. Este pequeño volumen en formato de octavo italiano consta de 24 planchas de dibujos autografiados, la mitad siendo paisajes, la otra mitad retratos, anunciando sus ensayos de fisonomía, para demostrar las verdaderas cualidades artísticas de esa técnica de reproducción.
Considerado como el primer teórico del cómic, publicó en 1845 su Ensayo de Fisonomía, primera obra teórica sobre lo que todavía no recibía el nombre de cómic o historieta. La teoría topfferina se basa principalmente sobre la indisociabilidad de texto y dibujo (el cómic es un género mixto y no compuesto); la facilidad de acceso del cómic en relación con la literatura, gracias a su cualidad de ser claro y conciso; la consciencia de desarrollo futuro del cómic; la centralidad del personaje en el relato; la necesidad de un dibujo al trazo autografiado espontáneamente, por oposición al relieve (grabado) y al color (pintura), con el fin de ofrecer el mayor dinamismo narrativo posible, de ahí la importancia de la fisonomía, y la necesidad de saber construir escenas expresivas. En su Ensayo de fisionomía adopta la exacta contraparte de Johann Kaspar Lavater porque «la fisionomía o el arte de conocer a los hombres» es «la ciencia, el conocimiento de relación que une el exterior al interior, la superficie visible a esta que cubre de invisible». Töpffer busca en la fisonomía el medio para dibujar tipos de personajes que expresan claramente su personalidad. Porque una historia en imagen le habla directamente a los ojos, la esencia de la evolución narrativa debe poder leerse a través de los rasgos faciales, indica Groensteen.